# مارسيل راث
مارسيل راث (بالألمانية: Marcel Rath)‏ هو لاعب كرة قدم ألماني في مركز الهجوم، ولد في 3 سبتمبر 1975 في فرانكفورت في ألمانيا. شارك مع منتخب ألمانيا تحت 21 سنة لكرة القدم. أما مع النوادي، فقد لعب مع إنيرجي كوتبوس وروت فايس آهلن وفالدهوف مانهايم ونادي سانت باولي ونادي هرتا برلين ويونيون برلين.

## وصلات خارجية
- مارسيل راث على موقع قاعدة بيانات كرة القدم.إي يو (الإنجليزية)
- مارسيل راث على موقع بيانات كرة القدم. دي إي (الألمانية)
- مارسيل راث على موقع عالم كرة القدم.نت (الإنجليزية)